# Mainland (Orkney)
Mainland ist mit 523,25 km² die größte Insel der Orkneys, die zu Schottland gehören. Die Insel ist 40 km lang und maximal 26 km breit, am Isthmus von Kirkwall jedoch nur 2,5 km breit. 2011 belief sich die Einwohnerzahl auf 17.162. Die höchste Erhebung der Insel ist der Ward Hill mit 269 m.
Der Name wird hergeleitet von altwestnordisch meginlant 'Festland, Hauptteil des Landes'. Zur Wikingerzeit war der Name Hrossey (Pferdeinsel) in Gebrauch. Der heute gelegentlich auftauchende Name Pomona war nie Inselname und ist bei den Einheimischen verpönt. Er taucht in niederländischen Seekarten des 16. und 17. Jahrhunderts auf und geht wohl auf die Tatsache zurück, dass es im Westteil der Insel eine bei niederländischen Fischern beliebte Kneipe des Namens gab. An diese Tradition erinnert bis heute das Pomona Inn, der Pub der Gemeinde Finstown.
In den 1950er Jahren wurde auf Mainland das vorchristliche Schwert von Groatsetter gefunden.
Kirkwall ist mit 7500 Einwohnern größter Ort und Verwaltungszentrum der Orkneys. Von hier verkehren Fähren zu nördlichen Inseln des Archipels. In der Nähe liegt der Flughafen mit internationalen und nationalen Flugverbindungen nach Aberdeen, Edinburgh, Glasgow, Inverness, zu den Shetlands und zu den nördlichen Nachbarinseln.
Von der mit 2160 Einwohnern zweitgrößten Stadt von Orkney, der Hafenstadt Stromness, aus verkehren Fähren nach Scrabster und Hoy. Mainland ist seit dem Zweiten Weltkrieg durch die Churchill Barriers mit den südöstlichen Inseln Burray und South Ronaldsay verbunden, von wo eine weitere (kurze) Fährverbindung nach John o’ Groats in Caithness (Schottland) besteht.
Mainland zerfällt topographisch und geomorphologisch in drei Teile:
- Ostmainland (östlich des Isthmus von Kirkwall)
- Westmainland (bis zur Enge zwischen Finstown und den großen Lochs)
- Westmainland (der restliche Teil, im Norden)

Von den 21 Verwaltungseinheiten (parishes) der Orkneyinseln entfallen zehn auf die Hauptinsel Mainland:
- Birsay and Harray
- Evie and Rendall
- Firth
- Holm
- Kirkwall and St Ola
- Orphir
- St Andrews and Deerness
- Sandwick
- Stenness
- Stromness

Die ökonomische Basis der Inselbewohner ist hauptsächlich die Rinderzucht und der Fischfang, insbesondere der Hummerfang. Mittlerweile haben Dienstleistung und Tourismus größere Bedeutung.
Im Osten Ostmainlands liegt die Halbinsel Deerness. Hier liegt Skaill, dessen Geschichte bis in die Steinzeit zurück reicht. Der Name geht auf den Ziehvater Thorfinns des Mächtigen zurück, der Thorkel hieß und hier ein großes Gut (in Norn „Bu“ genannt) bewirtschaftet haben soll. Das in jüngerer Zeit abgetragene Gotteshaus aus dem 11. Jahrhundert beschreibt G. Low 1774 als die bedeutendste aller Gemeindekirchen, die mit zwei Türmen (vergleichbar Egilsay) ausgestattet war. Vom Friedhof dieser Kirche stammt einer der seltenen Hogbacks; der wikingerzeitliche Grabstein befindet sich heute in der Dorfkirche.

## Sehenswürdigkeiten
- Ba’Games in Kirkwall und Stromness Ende Dezember
- St.-Magnus-Kathedrale in Kirkwall
- Brough of Birsay und der Earlspalast
- Brough of Deerness
- Cuween Hill Cairn und Wideford Hill Cairn
- Farmmuseen in Corrigal und Kirbuster mit orkadischen Langhäusern
- Grain und Rennibister Souterrains
- Broch von Ayre
- Broch von Gurness
- Broch von Oxtro
- Horizontal-Wassermühle (Click Mill)
- Knowes o’ Trotty Hügelgräberfeld
- Maes Howe (steinzeitliches Passage tomb mit wikingerzeitlichen Ritzungen)
- Menhire wie der Menhir bei Stembister oder die Menhire von Stanerandy
- Orphir Ruine der Rundkirche von Orphir und Orkneyinga saga-Center (Wikingersiedlung)
- Passage tombs (Unstan), Typ Stalled cairn und Quanterness
- Ring of Brodgar Ring of Bookan und Stones of Stenness (Steinkreise); in der Nähe einzelne Menhire (Odin Stone) und Barnhouse (jungsteinzeitliches Dorf)
- Robbenkolonien westlich von Stromness
- Skara Brae (jungsteinzeitliche Siedlung)
- Whisky-Brennereien Highland Park und Scapa

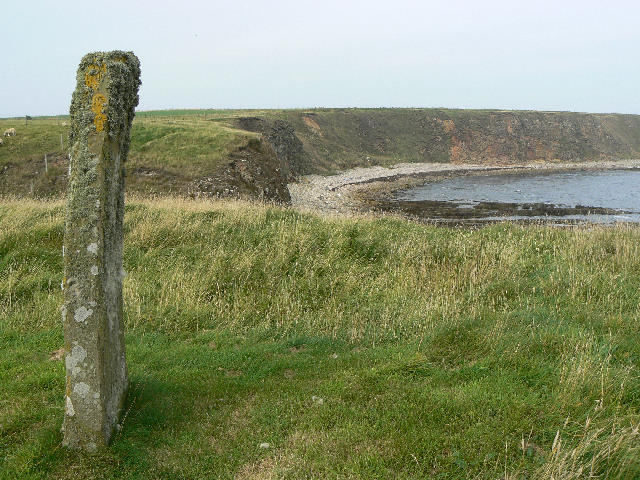
Menhir bei Stembister
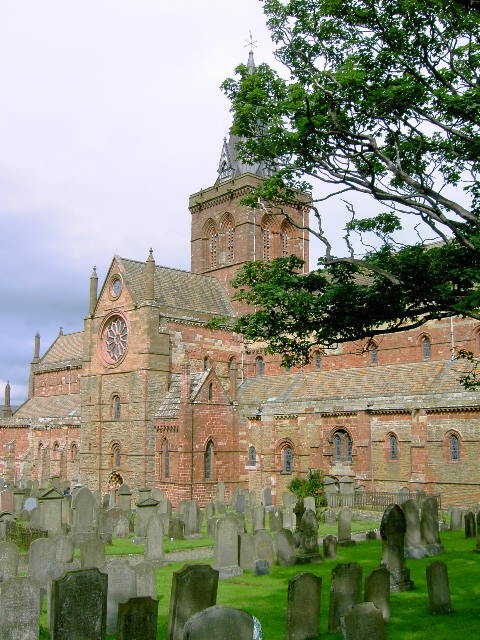
Der Magnusdom in Kirkwall
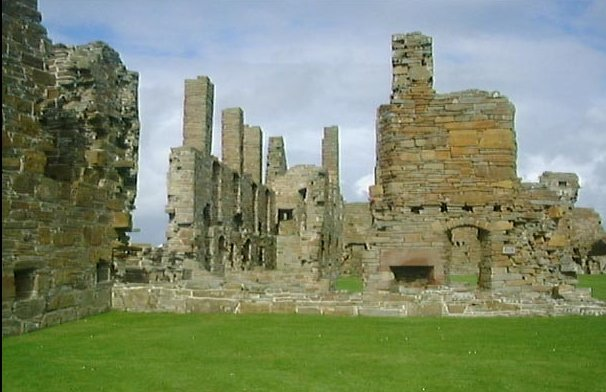
Earl’s Palace in Birsay
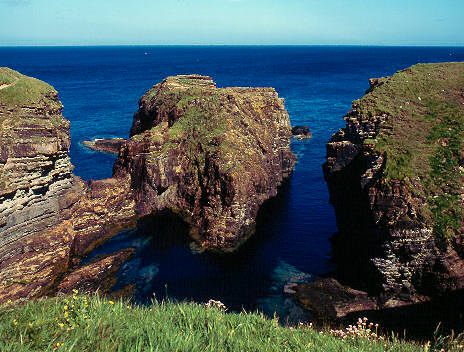
Der Brough of Deerness
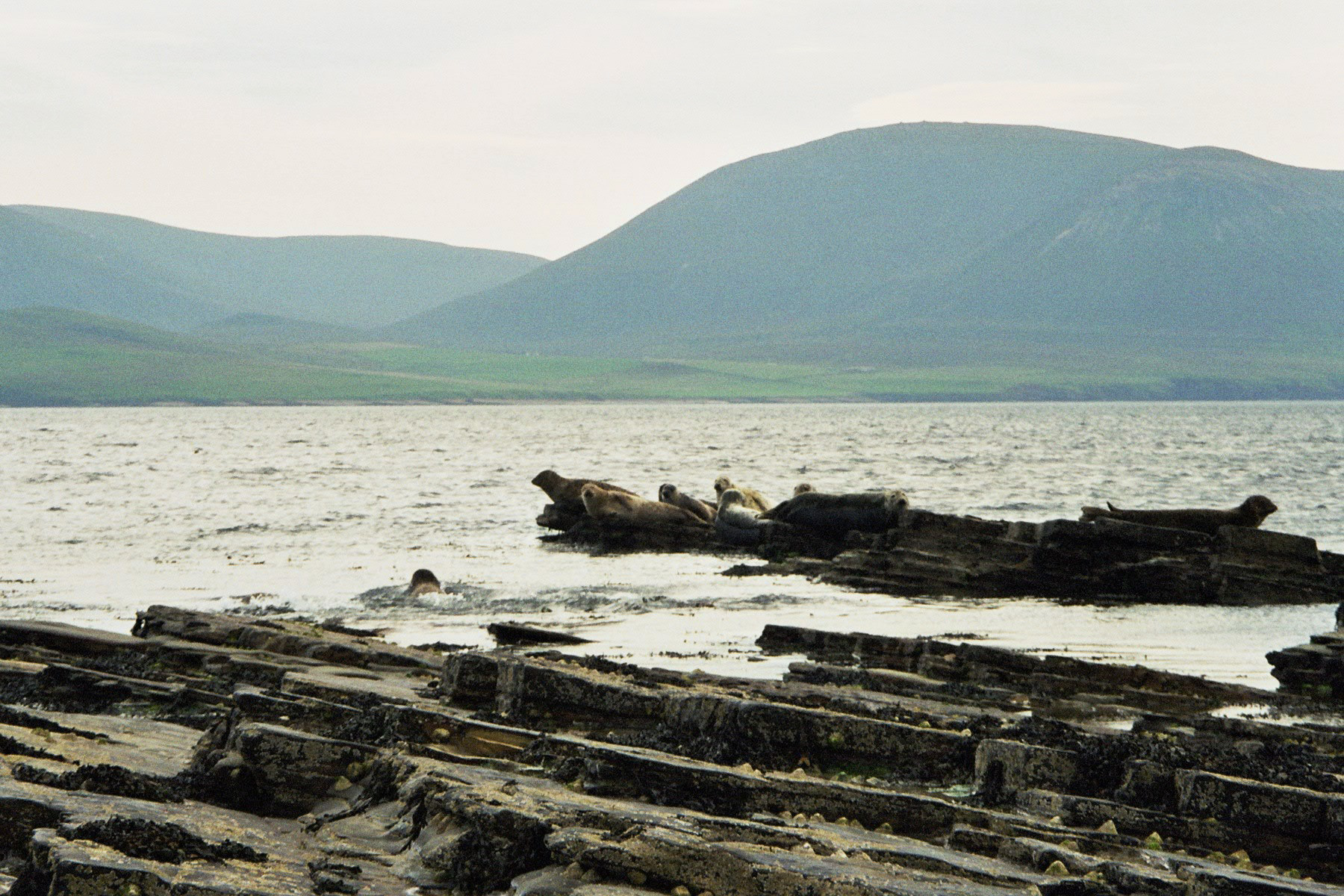
Robben an der Südküste Mainlands. Die Insel im Hintergrund ist Hoy

Zu beachten sind auch die Sehenswürdigkeiten auf den über die Churchill Barriers verbundenen Inseln, wie die Italian Chapel auf Lambs Holm und der Stalled Cairn Isbister Cairn (Tomb of the Eagle) und der Ancient cooking place Liddle Burnt Mound auf South Ronaldsay, die der ehemalige Landwirt Ronnie Simison und seine Tochter (einschließlich eines kleinen Privatmuseums) betreuen.